# Coeriana funerea
Coeriana funerea là một loài bướm đêm trong họ Noctuidae.